# Grosse Liebe.Reloaded
Grosse Liebe.Reloaded ist ein Musikalbum des Bandprojekts Diadem. Das Projekt umfasst Musiker, die bereits seit Jahren sporadisch zusammenarbeiten. An Grosse Liebe.Reloaded wirkten Liedtexter, Musikverleger, Komponist und Sänger Diether Dehm, der Pianist und ehemalige musikalische Leiter des Oktoberklub Michael Letz, die Bandmitglieder der thüringischen Band Emma, Matthias Hirschfeld, Ralf Kirchner, Matthias Müller, Heiko Meißner und Norman Schulz sowie der Sänger Aristoteles Siebert mit. 

## Entstehungsgeschichte
Das Album erschien 2012 bei Sunrock. Enthalten sind Lieder aus fünf Jahrzehnten, darunter drei Interpretationen von Songs der Beatles, Lieder von Diether Dehm, die durch Schimanski-Krimis bekannt wurden, Stücke aus Musicals von Dehm sowie Coverversionen von bekannten Titeln wie 1000 und 1 Nacht (Zoom!). Erstmals auf einem Musikträger zu finden ist die gemeinsam mit Pete Seeger aus dem Amerikanischen übersetzte Version des Bots-Hits Das weiche Wasser, The Waterfall. Texter Dehm hatte das Stück bereits zur 125-Jahr-Feier der SPD bearbeitet, und es erschien damals vorgetragen von Willy Brandt, begleitet von Albert Mangelsdorff auf der Posaune.
Die Release-Party fand am 15. Juni 2012 im Berliner frannz Club statt. Seit Erscheinen des Albums fanden mehrere gemeinsame Auftritte der Künstler statt, wie am 14. September 2013 beim Konzert „Liebeslieder gegen Bankenmacht“ in Hannover mit Konstantin Wecker, Heinz Rudolf Kunze, Purple Schulz und Manfred Maurenbrecher. Das Cover des Albums wurde von Malerin Kerstin Drescher gestaltet.

## Titelliste
1. Halt aus – 3:49
2. Geheime Zeichen – 3:41
3. Bella Ciao – 3:42, neue Textübersetzung Diether Dehm
4. Mal Mensch sein (2:12), aus dem Musical Bella Ciao
5. Zu jung (3:48)
6. Nie wieder Kind (Schimanski II) (4:01) –
7. Schweigen (3:06) – aus dem Musical Stars
8. Die Malerin (4:08) – Titelsong einer Klaus-Lage-LP - Musik: Danny Dziuk
9. Geh (2:30)
10. Du wirst immer hier sein (4:12)
11. Flamme (4:26)
12. Lass mich fallen wie Schnee (3:14)
13. Pete Seeger - Intro to Waterfall (0:17) Originalstimme von Pete Seeger
14. Waterfall (3:14) – Das weiche Wasser bricht den Stein, Übersetzung von Diether Dehm und Pete Seeger
15. Novemberzeit (3:27)
16. Here, There and Everywhere (2:27)
17. If I Fell in Love (2:26) – mit deutschem Vortext
18. It’s Only Love (3:42)
19. Tausendmal berührt (Folge II) (3:25) – Erweiterter Text, neue Musik-Bridge, Sänger Aristoteles Siebert

## Rezeption
Das Album wurde in der Musikzeitschrift Melodie und Rhythmus und dem Online-Magazin Deutsche Mugge des „Vereins Musik aus Deutschland e.V. - Gemeinschaft zur Förderung und Verbreitung anspruchsvoller deutscher bzw. deutschsprachiger Musik“ besprochen und porträtiert. Die Autoren Petra Meißner und Christian Reder sehen in dem Album „... mehr oder weniger eine Retrospektive. Allerdings kein 08/15-Best-of, sondern ein Album mit bis dato unveröffentlichten Songs und Neueinspielungen bekannter Titel z. B. von Anne Haigis oder Klaus Lage [...] Es ist eines der abwechslungsreichsten Alben, die ich bisher gehört habe. Nicht nur wegen der Musik, sondern auch wegen der Geschichten um die Stücke herum.“ Weitere Besprechungen erschienen in den Zeitschriften Nitro - Unabhängiges Magazin für Medien und Zeitgeschehen und Das Magazin – Kultur. Gesellschaft. Leben. Seit 1924.